# Seznam generalov
Seznam generalov je krovni seznam generalov, ki je urejen po narodnosti.

## Seznami
| - seznam afganistanskih generalov - seznam albanskih generalov - seznam ameriških generalov - seznam angleških generalov - seznam argentinskih generalov - seznam avstralskih generalov - seznam avstrijskih generalov - seznam belgijskih generalov - seznam beloruskih generalov - seznam bošnjaških generalov - seznam brazilskih generalov - seznam britanskih generalov - seznam bolgarskih generalov - seznam burmskih generalov - seznam burskih generalov - seznam čeških generalov - seznam čilskih generalov - seznam črnogorskih generalov - seznam danskih generalov - seznam egiptovskih generalov - seznam estonskih generalov - seznam finskih generalov - seznam francoskih generalov - seznam grških generalov | - seznam gruzijskih generalov - seznam hrvaških generalov - seznam indijskih generalov - seznam iranskih generalov - seznam iraških generalov - seznam irskih generalov - seznam italijanskih generalov - seznam izraelskih generalov - seznam japonskih generalov - seznam jordanskih generalov - seznam jugoslovanskih generalov - seznam južnoafriških generalov - seznam kamboških generalov - seznam kanadskih generalov - seznam kitajskih generalov - seznam kongoških generalov - seznam korejskih generalov - seznam latvijskih generalov - seznam liberijskih generalov - seznam libijskih generalov - seznam litvanskih generalov - seznam madžarskih generalov - seznam makedonskih generalov - seznam mehiških generalov - seznam nemških generalov - seznam nigerijskih generalov | - seznam nizozemskih generalov - seznam norveških generalov - seznam novozelandskih generalov - seznam pakistanskih generalov - seznam perujskih generalov - seznam poljskih generalov - seznam portugalskih generalov - seznam romunskih generalov - seznam ruandskih generalov - seznam ruskih generalov - seznam sirijskih generalov - seznam generalov Slonokoščene obale - seznam slovaških generalov - seznam slovenskih generalov - seznam sovjetskih generalov - seznam srbskih generalov - seznam škotskih generalov - seznam španskih generalov - seznam švedskih generalov - seznam švicarskih generalov - seznam turških generalov - seznam ukrajinskih generalov - seznam venezuelskih generalov - seznam vietnamskih generalov - seznam zimbabvejskih generalov |